# Błękitna krew (powieść Harlana Cobena)
Błękitna krew (ang. Backspin) – powieść amerykańskiego pisarza Harlana Cobena wydana w 1997 roku. W Polsce po raz pierwszy ukazała się w 2006 roku.

## Fabuła
Jack Coldren, znakomity golfista, prowadzi w mistrzostwach USA z dużą przewagą. W pewnym momencie dowiaduje się, że jego syn został porwany. O udział w porwaniu podejrzewa swojego dawnego asystenta Lloyda Rennarta. Kiedy jednak dowiaduje się, że Lloyd pół roku wcześniej popełnił samobójstwo i nie mógł porwać chłopca, Jack zwraca się z prośbą o pomoc do Myrona Bolitara. Tymczasem przyjaciel Bolitara, Win, tym razem odmawia udziału w śledztwie.

## Wyróżnienia
- Nominacja do Dilys Award (1998)[4]
- Nominacja do Shamus Award (1998)[5]
- Nagroda Barry Award (1998)[6]